# Holany
Holany település Csehországban, Česká Lípa-i járásban. Holany Kozly, Kvítkov, Stvolínky, Zahrádky, Jestřebí, Blíževedly és Dubá településekkel határos. Lakosainak száma 564 fő (2024. január 1.).

## Népesség
A település lakosságának változását az alábbi diagram mutatja:
| Lakosok száma | 1330 | 1021 | 938  | 505  | 401  | 520  | 515  | 519  | 558  | 564  |
|               | 1869 | 1900 | 1921 | 1961 | 1980 | 2011 | 2016 | 2019 | 2021 | 2024 |